# Aphidius hieraciorum
Aphidius hieraciorum är en stekelart som beskrevs av Jaroslav Stary 1962. Aphidius hieraciorum ingår i släktet Aphidius och familjen bracksteklar. Arten är reproducerande i Sverige. Inga underarter finns listade i Catalogue of Life.